# Zahara (cantante spagnola)
María Zahara Gordillo Campos, nota semplicemente come Zahara (Úbeda, 10 settembre 1983), è una cantautrice spagnola, in attività dalla fine degli anni novanta (professionalmente dal 2005).

## Biografia

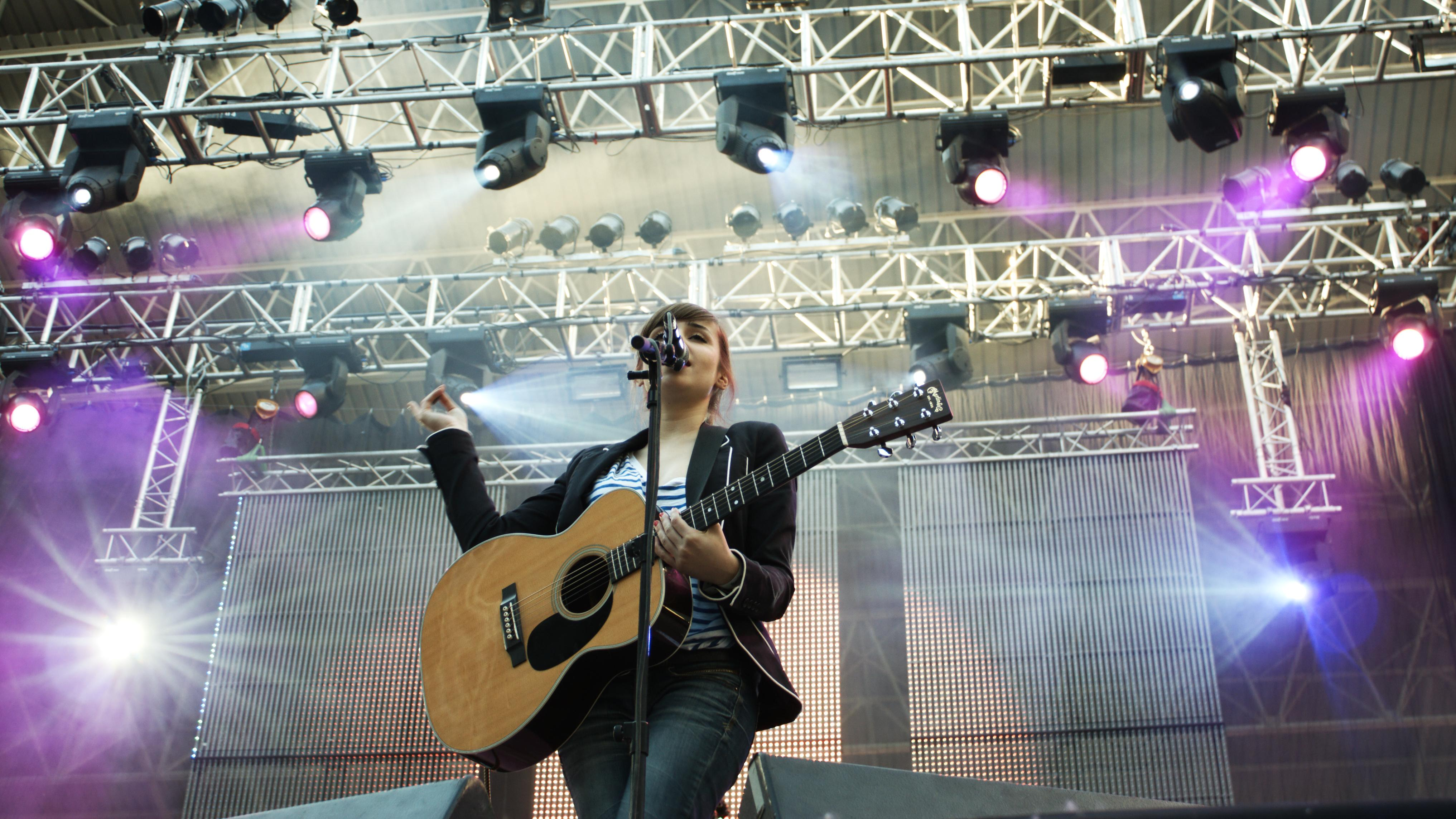
Zahara in un concerto del 2010

María Zahara Gordillo Campos nasce ad Úbeda il 10 settembre 1983.
Inizia a comporre canzoni nel 1997 e due anni dopo si aggiudica il Certamen Andaluz de Canción de Autor istituito dall'Instituto Andaluz de la Juventud.
Nel 2004 vince il primo premio del Certamen de cantautores del Café Teatro del Pay di Cadice e l'anno seguente incide il suo primo album professionale, intitolato Día 913, album autoprodotto..
Nel 2006, assieme ad Alfonso Alcalá e Pablo García, componenti degli Applebite, forma il gruppo Zahara Eléctrica, assieme al quale pubblica alcuni demo.
Nel 2009, firma un contratto con la Universal Music e pubblica l'album La fabulosa historia de...
Nello stesso anno, il suo brano Merezco viene scelto come canzone che introduce le trasmissioni televisive della TVE della Vuelta Ciclista a España.
Lasciata la Universal Music, nel 2011 pubblica l'album La pareja tóxica, che esce su etichetta Music Bus/Warner Music.

## Discografia

### Album in studio
- 2005 – Día 913
- 2009 – La Fabulosa historia de...
- 2011 – La pareja tóxica
- 2015 – Santa
- 2018 – Astronauta
- 2021 – Puta

### Singoli
- 2009 – Merezco
- 2009 – Funeral
- 2010 – Con las ganas
- 2011 – Lucha de gigantes (con i Love of Lesbian)
- 2011 – Pregúntale al polvo
- 2011 – Leñador y la mujer América
- 2012 – El lugar donde viene a morir el amor
- 2012 – La mujer mayúscula y el mar
- 2015 – Oh, salvaje
- 2015 – Crash
- 2015 – El frío
- 2016 – Caída libre

### Collaborazioni
- 2021 – Adrenalina (Chica Sobresalto feat. Chica Sobresalto)

## Premi e riconoscimenti (lista parziale)
- 1999: Certamen Andaluz de Canción de Autor
- 2004: Certamen de Cantautores del Café Teatro del Pay Pay